# La Grande Oreille
La Grande Oreille est une pièce de théâtre de Pierre-Aristide Bréal, comédie sur l'intolérance, créée en 1964, à la Comédie de l'Ouest à Rennes.
En 1966, La Grande Oreille fut la deuxième pièce enregistrée pour la célèbre émission de la télévision française Au théâtre ce soir.

## Argument
Sous le règne de Louis XIV, un bon bourgeois, que les hasards de la politique placent en face de problèmes et de responsabilités, doit prendre des positions qui le font sortir de son confort intellectuel.

## Diffusion pourAu théâtre ce soir

### Fiche technique
- Auteur : Pierre-Aristide Bréal
- Mise en Scène : Jacques Fabbri
- Réalisation télévision: Georges Folgoas
- Décors et Costumes : Yves Faucheur
- Date et lieu d'enregistrement : le mardi 31 mai 1966 au théâtre Marigny
- Première diffusion : le jeudi 4 août 1966 sur la Première chaîne.
- Deuxième diffusion : le mardi 7 août 1966 sur la Deuxième Chaîne.

### Distribution
- Monsieur Lemince : Charles Charras
- Madame Coquet : Gilles Leger
- Félicité : Arlette Gilbert
- Blaise : André Gille
- Monsieur Dupont : Jacques Fabbri
- Madame Dupont : Annick Alane
- Catherine : Juliette Hervieu
- Monsieur de Corsabert : Jacques Couturier
- Julien : Jacques Gaffuri
- Monsieur Lepic : Jean-Claude Grumberg
- Pierrot : Pascal Duc
- Trécu : Marco Perrin
- Huissier : Maurice Travail
- Le Lieutenant de Police : Louis Amiel
- Le charlatan : Angelo Bardi